# Index kvality života
Index kvality života je index, který srovnává několik faktorů v oblasti zdraví, materiálních podmínek a vztahů mezi lidmi.
Index kvality života v českých obcích zahrnuje celkem 29 ukazatelů, které vyjadřují úroveň zdraví, prostředí a dostupnosti zdravotní péče, optimální materiální podmínky (práce, bydlení a vzdělání), dostatečnost služeb a také vztahy mezi lidmi (například ve formě existence místních spolků).